# Ryan Stack
Pour les articles homonymes, voir Stack.
Ryan Stack, né le 24 juillet 1975 à Nashville au Tennessee, est un ancien joueur américain naturalisé macédonien de basket-ball. Il évolue au poste d'ailier fort-pivot.

## Palmarès
- EuroCup Challenge 2003
- Coupe de Grèce 2004